# Волейков
Воле́йков, ху́тор Вале́йка (укр. Воле́йків, ху́тір Вале́йка) — историческая местность Киева. Расположена в Шевченковском районе города, на склоне холма над железной дорогой между улицей Авиаконструктора Игоря Сикорского и Новоукраинской улицей. Прилегает к местностям Васильчики, Дегтяри и Сырец.

## История
Основана как хутор в 1865 году дворянином Волейком на побережье одного из притоков реки Сырец — речки Рогостинки. На начало XX столетия сформировалась современная сетка улиц Джамбула Джабаева (бывшая Кузьминская) и Степана Руданского, кроме улиц Новоукраинской и Авиаконструктора Игоря Сикорского (бывшая Танковая), которые возникли в 1930—40-е годы. Хутор вошёл в состав Киева в 1923 году. Часть старой застройки была ликвидирована в 1970—80-е годы.